# Армадейл
А́рмадейл (англ. Armadale) — місто в центрі Шотландії, в області Західний Лотіан.
Населення міста становить 10 830 осіб (2006).